# Chirotherium
Chirotherium, ook bekend als Cheirotherium ('handbeest'), is een sporenfossiel uit het Trias dat bestaat uit vijfvingerige (pentadactyle) voetafdrukken en hele sporen. Deze lijken toevallig opmerkelijk veel op de handen van primaten en beren, waarbij de buitenste teen is geëvolueerd om zich als een duim naar de zijkant uit te strekken, hoewel ze waarschijnlijk alleen functioneren om een stevigere grip in de modder te bieden. Sporen van Chirotherium werden voor het eerst gevonden in 1834 in zandsteen uit het Vroeg-Trias (Buntsandstein) in Thüringen, Duitsland, daterend van ongeveer 243 miljoen jaar geleden.
De wezens die de voetafdrukken en sporen maakten, waren waarschijnlijk pseudo-archosauriërs die verwant waren aan de voorouders van de krokodillen. Ze behoorden waarschijnlijk tot prestosuchide of rauisuchide groepen, die beide grote carnivoren waren met half rechtopstaande gangen.

## Geschiedenis
Sporen van Chirotherium werden voor het eerst gevonden in 1834 in Duitse zandsteen en later in Engeland in 1838. Ze werden gevonden voordat dinosauriërs bekend waren en de eerste modellen van de sporen suggereerden dat het een beer of primaat was, die met gekruiste voeten liep. Dit voorstel was nodig om de teen aan de buitenkant uit te leggen. Er werd ook voorgesteld dat de sporen van een buideldier waren. Deze fossiele sporen zijn nu gevonden in Noord-Amerika, Argentinië, Noord-Afrika, Europa en China.
De Britse paleontoloog Richard Owen suggereerde in 1842 dat de sporen waren gemaakt door een labyrinthodonte amfibie. In de daaropvolgende jaren gaven nieuwe ontdekkingen van archosaurische reptielen aan dat sporen van Chirotherium waren gemaakt door een pseudosuchiër. De gelijkenis van de afdruk met zoogdieren was slechts oppervlakkig; in werkelijkheid was een externe (laterale) 'duim' gemeengoed onder archosauriërs uit het Trias.
In 1965 werd het skelet gevonden van een dier dat waarschijnlijk nauw verwant is aan de sporen van Chirotherium, genaamd Ticinosuchus. Het had de uitwendige teen op zijn achterpoten maar niet op zijn voorpoten en was mogelijk een meer afgeleide afstammeling, wiens gang geen stabiliserende voorteen vereiste. Voetafdrukken van verschillende grootte en verhoudingen die samen op één en hetzelfde beddingvlak voorkomen, weerspiegelen waarschijnlijk een geslachtsverschil (seksueel dimorfisme) binnen de sporensoort.

## Paleobiologie
Sporen van Chirotherium zijn gevonden in Duitse zandsteen die waarschijnlijk in overstromingsvlakten zijn afgezet. Tijdens het Midden-Trias was een groot deel van Midden-Europa bedekt met een ondiepe epicontinentale zee (de zogenaamde Muschelkalkzee). Op één locatie werden sporen van Chirotherium gevonden naast die van vroege degenkrabben, die waarschijnlijk aan het broeden waren langs het intergetijdengebied, terwijl Chirotherium tijdens eb op hen jaagde. Kleinere reptielen zoals Macrocnemus, vertegenwoordigd door het ichnogenus Rhynchosauroides, voedden zich waarschijnlijk met de eieren van de degenkrabben.